# وزارة الإعلام والإذاعة الهندية
وزارة الإعلام والإذاعة الهندية هي فرع من الحكومة الهندية التي تعد الهيئة العليا لصياغة وإدارة القواعد والأنظمة والقوانين المتعلقة بالمعلومات والإذاعة والصحافة والأفلام في الهند. ويناط بالوزارة مسؤولية إدارة شركة الإذاعة والتلفزيون العامة الهندية براسار بهاراتي التي تعد الذراع الإعلامي للحكومة الهندية.
ويقع تحت إشراف الوزارة المجلس المركزي لشهادة الأفلام المسؤول عن تنظيم ورقابة الأفلام السينمائية التي تبث في الهند.